# Titularbistum Centenaria
Centenaria ist ein Titularbistum der römisch-katholischen Kirche.
Das Bistum Centenaria war in Numidia (Numidien) angesiedelt, einer historischen Landschaft in Nordafrika, die weite Teile der heutigen Staaten Tunesien und Algerien umfasst.
| Titularbischöfe von Centenaria |                                   |                                                                                                 |                    |                   |
| Nr.                            | Name                              | Amt                                                                                             | von                | bis               |
| 1                              | Hugo Eduardo Polanco Brito        | Weihbischof in Santiago de los Caballeros (Dominikanische Republik)                             | 25. September 1953 | 22. Juli 1956     |
| 2                              | Paul Joseph Schmitt               | Koadjutorbischof von Metz (Frankreich)                                                          | 5. Juli 1958       | 30. November 1958 |
| 3                              | Diego Parodi MCCI                 | Prälat von Santo Antônio de Balsas (Brasilien) Weihbischof in Perugia, Gubbio, Neapel (Italien) | 9. Mai 1959        | 11. Februar 1980  |
| 4                              | Ramón Godinez Flores              | Weihbischof in Guadalajara (Mexiko)                                                             | 28. März 1980      | 18. Mai 1998      |
| 5                              | Luis Adriano Piedrahíta Sandoval  | Weihbischof in Cali (Kolumbien)                                                                 | 19. Juli 1999      | 3. Juli 2007      |
| 6                              | Hermenegildo José Torres Asanza   | Weihbischof in Machala (Ecuador)                                                                | 30. Oktober 2007   | 4. Oktober 2018   |
| 7                              | Armando Esteves Domingues         | Weihbischof in Porto (Portugal)                                                                 | 27. Oktober 2018   | 4. November 2022  |
| 8                              | Antônio Aparecido de Marcos Filho | Weihbischof in Brasília (Brasilien)                                                             | 21. Dezember 2022  |                   |